# Ilías Lalaoúnis
Ilías Lalaoúnis (grec moderne : Ηλίας Λαλαούνης) né à Athènes en 4 octobre 1920 et mort le 30 décembre 2013 dans cette même ville était un bijoutier grec.

## Biographie
La famille d'Ilías Lalaoúnis, originaire de Delphes pratiquait l'orfèvrerie depuis quatre générations quand il naquit à Athènes en 1920. Il fit d'abord des études de droit et d'économie à l'université d'Athènes avant de diriger à partir de 1940 l'entreprise de joaillerie E. Zolotas (dans laquelle sa famille était associée). Il créa pour cette entreprise jusqu'en 1968 avant de signer ses bijoux de son propre nom. Dans les années 1950, il s'intéressa à l'art et aux techniques de joaillerie de l'Antiquité. Il s'en inspira désormais pour ses créations.
En 1957, il créa avec cinq autres joaillers l'association des Joailliers Grecs. En 1958, à la Foire Internationale de Thessalonique, il exposa pour la première fois ses bijoux inspirés de l'histoire grecque (du paléolithique à l'Empire byzantin).
En 1968, il ouvrit sa première boutique hors de Grèce : à Paris.
En février 1986, l'Académie des beaux-arts (Institut de France) l'élit « membre correspondant » en Grèce avant de lui donner le 21 février 1990 le fauteuil XIII d'« associé étranger » occupé avant par Roger Avermaete.
En 1993, il regroupa une partie de ses créations dans le musée de la joaillerie qui porte son nom au pied de l'Acropole d'Athènes.